# Outitunturi
Outitunturi är en kulle i Finland.   Den ligger i den ekonomiska regionen  Östra Lapplands ekonomiska region  och landskapet Lappland, i den norra delen av landet, 800 km norr om huvudstaden Helsingfors. Toppen på Outitunturi är 275 meter över havet.
Terrängen runt Outitunturi är platt åt sydost, men åt nordväst är den kuperad. Runt Outitunturi är det mycket glesbefolkat, med 2 invånare per kvadratkilometer. Närmaste större samhälle är Pyhäjärvi, 19,0 km norr om Outitunturi. 